# Grand Prix Hassan II 1989
Il Grand Prix Hassan II 1989 è stato un torneo di tennis facente parte della categoria ATP Challenger Series nell'ambito dell'ATP Challenger Series 1989. Il torneo si è giocato a Casablanca in Marocco dal 2 all'8 ottobre 1989 su campi in terra rossa.

## Vincitori

### Singolare
Tarik Benhabiles ha battuto in finale  Mark Koevermans con il punteggio di 7–6, 6–3

### Doppio
Jaroslav Bulant /  Richard Vogel hanno battuto in finale  Libor Pimek /  Florin Segărceanu con il punteggio di 6–1, 6–3